# Список парков штата во Флориде
Ниже представлен список парков штата штата Флорида (США), которых насчитывается 161, и занимают они площадь более 3237 км². Все парки обслуживаются департаментом природных ресурсов, который является подразделением департамента защиты окружающей среды. В связи с мягким климатом штата все парки штата работают в круглогодичном режиме, почти все открываются в 8—9 утра и закрываются с закатом. Хотя бы один парк штата имеется в 58 из 67 округов Флориды. 9 парков штата не имеют приставки «парк штата» в своём названии, в 7 парках полностью или практически отсутствует инфраструктура, 10 парков доступны только на частной лодке или пароме, 13 парков содержат так называемые «национальные природные достопримечательности».
Крупнейший парк штата во Флориде — Факахатчи-Стрэнд-Пресерв, имеющий площадь 303,5 км², четыре парка имеют минимальную площадь по одному акру (0,004 км²). Самый старый парк штата во Флориде — Дейд-Батлфилд-Хисторик, основанный в 1921 году, три самых молодых парка штата появились в 2007 году.

## Дополнения к названиям
В названиях многих парков штата Флориды присутствуют дополнения, позволяющие сразу определить специфику конкретного парка:
- «Ривер» — Река
- «Пресерв» — Заповедник
- «Гарденс» — Сады
- «Айленд», «Ки» — Остров
- «Лагун» — Лагуна
- «Шоалс» — Бар (отмель)
- «Кейп» — Мыс
- «Спрингс» — Родники
- «Крик», «Ран» — Ручей, речушка
- «Плантейшн» — Плантация
- «Руинс» — Руины
- «Хисторик» — Исторический
- «Ботаникал» — Ботанический
- «Фарм» — Ферма
- «Геолоджикал» — Геологический
- «Батлфилд» — Поле боя
- «Лейк» — Озеро
- «Мьюзеум» — Музей
- «Археолоджикал» — Археологический
- «Кэмп» — Лагерь
- «Кавернс» — Пещеры
- «Форт» — Форт
- «Калчерал» — Культурологический
- «Харбор» — Гавань
- «Бэй», «Бей», «Инлет» — Залив
- «Байу» — Байу
- «Трейл» — Тропа
- «Мемориал» — Мемориальный
- «Бич» — Пляж
- «Бридж» — Мост
- «Фишинг» — Рыболовный
- «Пир» — Пирс, дамба
- «Хэммок» — тип древостоя, образующего т. н. «экологический остров[англ.]»
- «Уайлдлайф» — Дикая природа
- «Корал-Риф» — Коралловые рифы
- «Прейри» — Прерия
- «Маундс» — Курганы
- «Скраб» — Кустарник
- «Хайлендс» — Нагорье
- «Пенинсула» — Полуостров
- «Марш» — Марши
- «Фоссил» — Фоссилии

## Парки штата

### Площадью более 30 км²
Сортировка по умолчанию — по убыванию площади. Также каждый столбец можно отсортировать по алфавиту / в обратном порядке (убыванию/возрастанию), нажав на заголовок столбца.
| Название                                 | Округ                  | Площадь, км² | Год основания | Фото | Достопримечательности | Комментарии, ссылки |
| ---------------------------------------- | ---------------------- | ------------ | ------------- | ---- | --- | --- |
| Факахатчи-Стрэнд-Пресерв                 | Коллиер                | 303,514      | 1975          |      | Исчезающее животное: флоридская пума | Самый большой парк штата Флориды |
| Киссимми-Прейри-Пресерв                  | Окичоби                | 218,53       | 1997          |      | | |
| Джон-Пеннекамп-Корал-Риф                 | Монро                  | 214,483      | 1963          |      | Коралловые рифы, в частности, риф Молассес; копия статуи Христос из бездны; в информационно-туристическом центре расположен аквариум объёмом 110 м³                        | Первый подводный парк в стране |
| Шарлотт-Харбор-Пресерв                   | Шарлотт                | 172,064      | 1978          |      | Залив-эстуарий Шарлотт | Минимальная инфраструктура |
| Мякка-Ривер                              | Мэнати и Сарасота      | 149,734      | 1941          |      | Река Мякка | Примерно 1/20 часть земли (ок. 1,77 км²) была подарена штату бизнес-вумен и филантропом Бертой Палмер                                |
| Уаккасасса-Бэй-Пресерв                   | Леви                   | 124,578      | 2005          |      | Обширные солёные марши | Доступ в парк возможен только на лодке; инфраструктура отсутствует.                                                                  |
| Кристал-Ривер-Пресерв                    | Ситрус                 | 121,406      | 2004          |      | Река Кристал, парк штата Кристал-Ривер-Археолоджикал (см. ниже), в информационно-туристическом центре расположены шесть диорам, три 473-литровых аквариума, два террариума | |
| Сент-Себастиан-Ривер-Пресерв             | Бревард и Индиан-Ривер | 89,031       | 1995          |      | Река Сент-Себастиан | |
| Пейнс-Прейри-Пресерв                     | Алачуа                 | 84,984       | 1971          |      | Озеро Уобёрг, «тропа штата» Гейнсвилл—Готорн (см. ниже) | |
| Лоуэр-Уикива-Ривер-Пресерв               | Лейк и Семинол         | 70,436       | 1976          |      | Реки Уикива и Сент-Джонс | Парк является эко-коридором для животных национального леса Окала                                                                    |
| Рок-Спрингс-Ран                          | Лейк                   | 57,263       | 1983          |      | Река Уикива | |
| Торрея                                   | Либерти                | 55,592       | 1935          |      | Река Апалачикола | Парк назван в честь исчезающего дерева Torreya taxifolia, произрастающего здесь                                                      |
| Джонатан-Дикинсон                        | Мартин                 | 46,539       | 1950          |      | Река Локсахатчи; дом Охотника Нельсона; руины секретной военной базы | Парк назван в честь ямайского купца-квакера Джонатана Дикинсона, потерпевшего кораблекрушение на этом берегу в 1696 году.            |
| Йеллоу-Ривер-Марш-Пресерв                | Санта-Роза             | 44,515       | 2000          |      | Река Йеллоу; одна из немногих сохранившихся в штате т. н. «влажных прерий».                                                                                                | Инфраструктура отсутствует |
| Лигнумвите-Ки-Ботаникал                  | Монро                  | 42,415       | 1971          |      | 3 исторических здания, 3 сооружения и 8 других объектов; редкое растение Guaiacum sanctum                                                                                  | Парк находится на одноимённом острове, доступ возможен только на лодке или пароме, единовременное количество посетителей ограничено. |
| Эстеро-Бэй-Пресерв                       | Ли                     | 40,469       | 1974          |      | Залив Эстеро | Первый водный заповедник, появившийся во Флориде                                                                                     |
| Хайлендс-Хэммок                          | Хайлендс               | 36,422       | 1931          |      | Музей Гражданского корпуса охраны окружающей среды | |
| Аллен-Дэвид-Бруссард-Кэтфиш-Крик-Пресерв | Полк                   | 32,638       | 1991          |      | | |
| Уикива-Спрингс                           | Ориндж                 | 31,254       | 1969          |      | Река Уикива; родники постоянной температуры 22°С, дающие 159 000 м³ воды в сутки.                                                                                          | |

### Площадью менее 30 км²
Сортировка по умолчанию — по алфавиту, по названию парка. Также каждый столбец можно отсортировать по алфавиту / в обратном порядке (убыванию/возрастанию), нажав на заголовок столбца.
В столбце «Площадь» в отдельных случаях указана не площадь, а длина — для парков, представляющих собой, например, тропу или мост.
Чтобы раскрыть таблицу нажмите [показать].
| Парки штата Флориды площадью менее 30 км²  |                             |                |               |      | | |
| Название                                   | Округ                       | Площадь, км²   | Год основания | Фото | Достопримечательности | Комментарии, ссылки |
| ------------------------------------------ | --------------------------- | -------------- | ------------- | ---- | --- | --- |
| Авалон                                     | Сент-Луси                   | 2,63           | 1987          |      | | Парк расположен на острове Норт-Хатчинсон |
| Алафия-Ривер                               | Хилсборо                    | 25,544         | 1996          |      | Река Алафия, заброшенный фосфорный карьер | |
| Альфред-Б.-Маклэй-Гарденс                  | Лион                        | 4,775          | 1954          |      | Озёра Холл, Оверстрит и Элизабет; ботанический сад, 26 исторических зданий и других исторических объектов | |
| Амилия-Айленд                              | Нассо                       | 0,931          | 1983          |      | | Парк расположен на одноимённом острове |
| Анастасия                                  | Сент-Джонс                  | 6,475          | 1949          |      | Заброшенный карьер, в котором добывали известняк для возведения форта Кастилло де Сан Маркос (постр. 1695) | В 1964 году ураган Дора соединил острова Анастасия и Конч |
| Байя-Хонда-Ки                              | Монро                       | 2,121          | 1961          |      | Редкие бабочки Cyclargus thomasi bethunebakeri (впервые описаны в 1943 году, считались вымершими с 1992 года после удара урагана Эндрю, вновь обнаружены в 1999 году)                                                                               | Парк полностью занимает одноимённый остров. Постоянного населения нет. |
| Биг-Лагун                                  | Эскамбия                    | 2,853          | 1977          |      | Залив Пенсакола | |
| Биг-Толбот-Айленд                          | Дувол                       | 6,475          | 1949          |      | | |
| Биг-Шоалс                                  | Гамильтон                   | 15,265         | 1989          |      | Река Сувонни, крупнейший перекат 3-го класса в штате | |
| Билл-Бэггс-Кейп-Флорида                    | Майами-Дейд                 | 1,619          | 1967          |      | Маяк Кейп-Флорида (постр. 1825); пляж, входивший в десятку лучших в стране в 2005 (NBC, Стивен Литерман) и 2013 (Forbes) годах. | Парк расположен на острове Ки-Бискайн. Назван в честь журналиста Билла Бэггса. |
| Блэкуотер-Ривер                            | Санта-Роза                  | 2,388          | 1967          |      | Деревья Chamaecyparis thyoides, в том числе одни из высочайших и старейших в мире. | В одних только США насчитывается не менее десятка рек с названием Блэкуотер, то есть «Чёрная вода». В английском языке этот термин означает глубокую медленную реку, текущую через лесные болота. |
| Блу-Спринг                                 | Волуша                      | 10,522         | 1972          |      | Река Сент-Джонс, её крупнейший (380 000 м³ воды ежесуточно) тёплый родник (круглогодично 21°С), рядом с которым во множестве зимуют ламантины. | |
| Булоу-Крик                                 | Волуша                      | 22,662         | 1981          |      | Деревья Quercus virginiana, в том числе возрастом более 400 лет. | |
| Булоу-Плантейшн-Руинс-Хисторик             | Волуша                      | 0,607          | 1945          |      | Руины каменных строений (1821—1836) на месте крупнейшей плантации Восточной Флориды | |
| Бэлд-Пойнт                                 | Франклин и Уакулла          | 16,45          | 1999          |      | | |
| Вашингтон-Оакс-Гарденс                     | Флэглер                     | 0,085          | 1964          |      | Река Матанзас | Парк назван не в честь президента Джорджа Вашингтона, а в честь одного из его прежних владельцев, родственника, тёзки и однофамильца известного политика. До смерти в 1962 году эти сады принадлежали известному бизнесмену Оуэну Юнгу, спустя два года его вдова подарила эту землю штату. |
| Вернер-Бойс-Солт-Спрингс                   | Паско                       | 13,759         | 2001          |      | Тяжелодоступный солёный родник | Инфраструктура отсутствует |
| Гаспарилла-Айленд                          | Шарлотт и Ли                | 0,518          | 1983          |      | Залив-эстуарий Шарлотт, маяки (работают с 1890 г.) | Парк расположен на острове Гаспарилла |
| Гейнсвилл—Готорн                           | Алачуа                      | длина 25,75 км | 1989          |      | Родники англ. Boulware Springs Water Works, Тропа проходит через парк штата Пейнс-Прейри-Пресерв (см. выше) | Парк представляет собой т. н. «Тропу штата», протянувшуюся между городами Гейнсвилл и Готорн. |
| Грейтон-Бич                                | Уолтон                      | 8,903          | 1968          |      | | |
| Гэмбл-Плантейшн-Хисторик                   | Мэнати                      | 0,352          | 1927          |      | Река Мэнати, особняк (постр. 1850) | |
| Гэмбл-Роджерс-Мемориал                     | Флэглер                     | 0,583          | 1961          |      | | Парк получил своё название в честь музыканта и певца Гэмбла Роджерса: 10 октября 1991 года он, находясь на пляже, услышал с воды детский крик о помощи. На океане было сильное волнение, но 54-летний Роджерс бросился в воду. И ребёнок-канадец и он утонули. До 1992 года парк назывался Флэглер-Бич. |
| Дагни-Джонсон-Ки-Ларго-Хэммок-Ботаникал    | Монро                       | 9,797          | 1982          |      | Редкие лесные хомяки Neotoma floridana smalli и белоногие хомячки Peromyscus gossypinus | Парк расположен в центре острова Ки-Ларго. До 2001 года парк назывался Ки-Ларго-Хэммок-Ботаникал, но потом название было удлинено в честь местного активиста-защитника дикой природы. |
| Дадли-Фарм-Хисторик                        | Алачуа                      | 1,315          | 1989          |      | Экспозиция рассказывает о с/х развитии Флориды с 1850-х по 1940-е гг. 21 историческое здание и 13 сооружений. | |
| Даннс-Крик                                 | Патнем                      | 24,281         | 2001          |      | Река Сент-Джонс | |
| Де-Леон-Спрингс                            | Волуша                      | 2,428          | 1982          |      | 500-летний кипарис таксодиум двурядный, река Кристал, тёплые серные родники (круглогодично 22°С), дающие 76 000 м³ воды в сутки, рядом с которыми во множестве зимуют разные животные.                                                              | |
| Девилс-Миллхоппер-Геолоджикал              | Алачуа                      | 0,271          | 1974          |      | Карстовый пруд глубиной 40 м при диаметре всего 150 м | |
| Дейд-Батлфилд-Хисторик                     | Самтер                      | 0,324          | 1921          |      | Место, где произошла «Резня Дейда»: 28 декабря 1835 года, в самом начале Второй Семинольской войны, отряд индейцев уничтожил здесь отряд американцев под командованием Фрэнсиса Дейда. Потери американцев: 108 человек из 110, индейцев — 3 из 180. | Самый старый парк штата во Флориде |
| Делнор-Уиггинс-Пасс                        | Коллиер                     | 0,672          | 1981          |      | Пляж с белым песком | |
| Десото-Сайт-Хисторик                       | Лион                        | 0,02           | 2003          |      | Место стоянки конкистадора Эрнандо де Сото зимой 1539/1540 гг. | |
| Джон-Горри-Мьюзеум                         | Франклин                    | 0,004          | 1958          |      | Музей Джона Горри — врача, учёного и изобретателя льдогенератора | |
| Джон-Д.-Макартур-Бич                       | Палм-Бич                    | 1,315          | 1989          |      | Остров Маньон | Земля, на которой расположился парк, подарена флоридцам бизнесменом и филантропом Джоном Дональдом Макартуром в 1970-х годах |
| Джон-Ю.-Ллойд-Бич                          | Брауард                     | 1,255          | 1973          |      | | С 1 июля 2016 года парк должен был быть переименован в честь чернокожего борца за гражданские права доктора фон Д. Мицелля-Эула Джонсона, однако по состоянию на декабрь 2016 года авторитетных источников о совершённом переименовании не найдено. |
| Джордж-Крэди-Бридж-Фишинг-Пир              | Дувол и Нассо               | длина 2,44 км  | 1999          |      | Парк представляет собой пешеходный «рыболовный мост» | Парк назван в честь политика Джорджа Крэди |
| Дир-Лейк                                   | Уолтон                      | 8,073          | 1996          |      | | |
| Дон-Педро-Айленд                           | Шарлотт                     | 0,931          | 1985          |      | Мангровые леса, дюны, белые пляжи, логгерхеды | Парк находится на одноимённом острове, доступ возможен только на частной лодке или платном пароме |
| Ибор-Сити-Мьюзеум                          | Хилсборо                    | 0,004          | 1976          |      | Музей, посвящённый сигарной промышленности Тампы в 1880-х — 1930-х гг. | |
| Индиан-Ки-Хисторик                         | Монро                       | 0,04           | 1972          |      | Поселение-призрак Индиан-Ки, существовавшее с 1824 по 1880-е годы | Парк полностью занимает остров Индиан-Ки |
| Ичетакни-Спрингс                           | Колумбия                    | 9,069          | 1972          |      | Река Ичетакни, руины испанской миссии 1-й половины XVII в. | |
| Йеллоу-Блафф-Форт-Хисторик                 | Дувол                       | 6,475          | 1949          |      | Реконструированный лагерь конфедератов, находившийся здесь в 1862—1865 гг. и насчитывавший до 350 человек. | Несмотря на название, форта как такового здесь не стояло. |
| Кайо-Коста                                 | Ли                          | 9,818          | 1976          |      | | Парк находится на одноимённом острове, доступ возможен только на частной лодке, платном пароме или вертолёте. Минимальная инфраструктура. |
| Каладеси-Айленд                            | Пинеллас                    | 9,915          | 1966          |      | Лучший в стране пляж (2008, Стивен Литерман) | Парк находится на одноимённом острове, доступ возможен только на частной лодке или платном пароме. |
| Карри-Хэммок                               | Монро                       | 4,047          | 1991          |      | | |
| Коллиер-Семинол                            | Коллиер                     | 26,021         | 1947          |      | Историческая механическая инженерная достопримечательность самоходный земснаряд Бэй-Сити, использовавшийся для прокладки автодороги «Тропа Тамайами» через «Вечные болота» в 1915—1928 гг.                                                          | |
| Колт-Крик                                  | Полк                        | 20,505         | 2007          |      | | |
| Конститьюшн-Конвеншн-Мьюзеум               | Галф                        | 0,053          | 1956          |      | Место, где была в 1838 году составлена первая Конституция Флориды. | |
| Корешан                                    | Ли                          | 0,546          | 1983          |      | Река Эстеро; место, где обосновалась утопическая коммуна англ. Koreshan Unity (1894—1908) под предводительством целителя и алхимика Сайраса Тида | |
| Кристал-Ривер-Археолоджикал                | Ситрус                      | 0,247          | 1965          |      | Река Кристал, шесть индейских курганов | Здесь постоянно жили люди (индейцы доколумбовой эпохи) на протяжении 1600 лет — это самое продолжительно непрерывно населённое место во Флориде. Этот парк штата находится внутри другого парка штата — Кристал-Ривер-Пресерв (см. выше) |
| Кэмп-Хелен                                 | Бэй                         | 0,749          | 1996          |      | | |
| Лаверс-Ки                                  | Ли                          | 2,881          | 1983          |      | | Парк расположен на четырёх островах: Лаверс-Ки, Блэк, Иннер и Лонг-Ки в черте города Бонита-Спрингс |
| Лафейетт-Блу-Спрингс                       | Лафейетт                    | 2,841          | 2005          |      | Река Сувонни; родник, дающий 636 000 м³ воды в сутки | |
| Лейк-Гриффин                               | Лейк                        | 2,339          | 1968          |      | Реки Дэд и Оклауаха, одни из крупнейших вечнозелёных дубов в штате. | |
| Лейк-Джексон-Маундс-Археолоджикал          | Лион                        | 0,405          | 1966          |      | Озеро Джексон, река Сент-Маркс, семь курганов; столица «культуры Форт Уолтон» в XI—XV вв. | |
| Лейк-Джун-ин-Уинтер-Скраб                  | Хайлендс                    | 3,42           | 1995          |      | Озеро Джун-ин-Уинтер | |
| Лейк-Киссимми                              | Полк                        | 23,998         | 1977          |      | Озеро Киссимми; реконструкция ковбойского лагеря 1876 года | |
| Лейк-Луиза                                 | Лейк                        | 17,693         | 1974          |      | Зелёное Болото | |
| Лейк-Мэнати                                | Мэнати                      | 2,25           | 1970          |      | Озеро Мэнати | |
| Лейк-Талкин                                | Гадсден и Лион              | 2,129          | 1971          |      | Водохранилище Талкин | |
| Летчуэрт-Лав-Маундс-Археолоджикал          | Джефферсон                  | 0,761          | 1998          |      | Озеро Мискосуки; самый высокий (14 м) церемониальный курган во Флориде, возведённый индейцами в между III и X веками | |
| Литл-Мэнати-Ривер                          | Хилсборо                    | 9,846          | 1974          |      | Река Литл-Мэнати | |
| Литл-Толбот-Айленд                         | Дувол                       | 6,475          | 1949          |      | | Парк расположен на острове Литл-Толбот |
| Лонг-Ки                                    | Монро                       | 3,905          | 1969          |      | Редкое дерево Swietenia mahagoni; руины курорта, разрушенного в 1935 году сильным ураганом. | Парк расположен на одноимённом острове |
| Мадира-Бикел-Маунд                         | Мэнати                      | 0,04           | 1970          |      | Индейский курган высотой 6 м и диаметром 52 м. | Парк является археологическим памятником. Назван в честь Карла и Мадиры Бикелов, которые пожертвовали эту землю штату в 1948 году. |
| Мадисон-Блу-Спринг                         | Мадисон                     | 0,162          | 2000          |      | Родник, река Уитлакучи | 2 акра этого парка принадлежат компании Nestle, которая использует воду этого родника для своих брендов англ. Deer Park Spring Water и Zephyrhills. |
| Майк-Роэсс-Голд-Хед-Бренч                  | Клей                        | 8,094          | 1935          |      | | В парке пригодны для проживания несколько домиков, построенных ещё в 1930-х годах Гражданским корпусом охраны окружающей среды |
| Марджори-Киннан-Ролингс-Хисторик           | Алачуа                      | 0,4            | 1970          |      | Ферма 1930-х годов и цитрусовый сад, где жила писательница Марджори Киннан Ролингс | |
| Маунд-Ки-Археолоджикал                     | Ли                          | 0,457          | 1970          |      | Индейские курганы высотой до 10 м. | Доступ в парк возможен только на лодке, инфраструктура отсутствует |
| Мэнати-Спрингс                             | Леви                        | 9,886          | 1949          |      | Родники | |
| Нейчерал-Бридж-Батлфилд-Хисторик           | Лион                        | 0,457          | 1949          |      | | Парк расположен на месте Битвы при Нейчерал-Бридж, произошедшей 6 марта 1865 года в ходе Гражданской войны. |
| Норт-Пенинсула                             | Волуша                      | 2,161          | 1984          |      | Обломки судна North Western, потерпевшего здесь кораблекрушение в 1938 году | |
| О’Лино                                     | Колумбия                    | 24,281         | 1940          |      | Река Санта-Фе; много сооружений, построенных ещё в 1930-х годах Гражданским корпусом охраны окружающей среды | |
| Оласти-Батлфилд-Хисторик                   | Бейкер                      | 0,174          | 1949          |      | Монументы, посвящённые Сражению при Оласти, произошедшего здесь 20 февраля 1864 года | Парк находится внутри национального леса Оскеола |
| Олита-Ривер                                | Майами-Дейд                 | 4,221          | 1986          |      | Река Олита | |
| Орман-Хаус                                 | Франклин                    | 0,004          | 2001          |      | Дом Ормана (постр. 1838), стоящий на берегу реки Апалачикола; ботанический сад, копия скульптуры «Три солдата». | Дом принадлежал хлопковому бизнесмену Томасу Орману. В 1840-х — 1870-х годах он внёс большой вклад в экономическое развитие городка Апалачикола. |
| Оскар-Шерер                                | Сарасота                    | 5,666          | 1956          |      | Основное место обитания довольно редкой голубой кустарниковой сойки | Парк назван в честь Оскара Шерера — отца некой Эльзы Шерер Барроус, которая умерла в 1955 году и оставила штату 1,87 км² принадлежащей ей земли. В 1992 году риэлтор и эколог Джон Тэкстон добавил к парку ещё 3,73 км². В 2008 году застройщик Ли Уэтерингтон добавил к парку ещё 0,066 км². |
| Очлокони-Ривер                             | Уакулла                     | 1,586          | 1970          |      | Река Очлокони; много старых деревьев, покрытых шрамами от добычи скипидара | |
| Пампкин-Хилл-Крик-Пресерв                  | Дувол                       | 15,767         | 2003          |      | | |
| Пейнс-Крик-Хисторик                        | Харди                       | 1,659          | 1981          |      | Форт Чоконикла | |
| Пердидо-Ки                                 | Эскамбия                    | 1,174          | 1978          |      | В парке обитает редкий белоногий хомячок Peromyscus polionotus trissyllepsis | |
| Понс-де-Леон-Спрингс                       | Холмс                       | 1,7            | 1970          |      | Родники постоянной температуры 20°С, дающие 53 000 м³ воды в сутки | Парк расположен в городке Понс-де-Леон |
| Равайн-Гарденс                             | Патнам                      | 0,239          | 1934          |      | Река Сент-Джонс; сады, высаженные Управлением общественных работ в 1933 году; 20-метровый обелиск в честь Франклина Рузвельта; ежегодный Фестиваль азалий.                                                                                          | |
| Рейнбоу-Спрингс                            | Марион                      | 5,957          | 1990          |      | «Радужные родники» постоянной температуры 20°С, дающие 2 300 000 м³ воды в сутки и образующие реку Рейнбоу | |
| Ривер-Райс-Пресерв                         | Колумбия                    | 18,211         | 1974          |      | Река Санта-Фе, выходящая здесь снова на поверхность после 5-километрового путешествия под землёй | |
| Саваннас-Пресерв                           | Сент-Луси и Мартин          | 24,281         | 1977          |      | Река Индиан; редкое растение харрисия душистая | |
| Сан-Маркос-де-Апалаче-Хисторик             | Уакулла                     | 0,069          | 1964          |      | Реки Уакулла и Сент-Маркс; руины нескольких фортов, стоявших на этом месте с конца XVII в. | |
| Сан-Педро-Андеруотер-Археолоджикал-Пресерв | Монро                       | 2,606          | 1989          |      | Испанский корабль «Сан Педро», затонувший здесь 13 июля 1733 года | Второй из 11 подводных археологических заповедников Флориды |
| Сан-Феласко-Хэммок-Пресерв                 | Алачуа                      | 29,785         | 1974          |      | | |
| Себастиан-Инлет                            | Бревард и Индиан-Ривер      | 3,055          | 1970          |      | Залив Себастиан, остров Орчид; музей рыбалки, музей «Сокровища Макларти» | В отличие от большинства парков штата Флориды, Себастиан-Инлет открыт круглосуточно |
| Седар-Ки-Мьюзеум                           | Леви                        | 0,077          | 1960          |      | Музей, рассказывающий о жизни города Седар-Ки в 1920-х — 1930-х годах. | |
| Седар-Ки-Скраб                             | Леви                        | 20,348         | 1978          |      | | Минимальная инфраструктура |
| Сент-Джордж-Айленд                         | Франклин                    | 7,94           | 1963          |      | | Парк расположен в восточной части одноимённого острова |
| Сент-Луси-Инлет-Пресерв                    | Мартин                      | 3,755          | 1965          |      | | Парк расположен на острове, доступ возможен только на лодке |
| Сент-Маркс-Ривер                           | Лион и Джефферсон           | 10,477         | 2007          |      | Река Сент-Маркс | Самый молодой парк штата Флориды |
| Сент-Эндрюс                                | Бэй                         | 4,856          | 1950          |      | | |
| Сибрэнч-Пресерв                            | Мартин                      | 29,785         | 1992          |      | Река Индиан | |
| Силвер-Спрингс                             | Марион                      | 20,234         | 1987          |      | Река Силвер; аттракцион «Серебряные родники»; палеонтологический музей | |
| Скайуэй-Фишинг-Пир                         | Пинеллас, Мэнати и Хилсборо | длина 7,925 км | 1994          |      | | Парк представляет собой самый длинный рыболовный пирс в мире через залив Тампа. Для создания пирса были использованы начало и конец старого моста Саншайн-Скайуэй, существовавшего с 1954 по 1980 годы и разрушенного балкером MV Summit Venture. В отличие от большинства парков штата Флориды, Скайуэй-Фишинг-Пир открыт круглосуточно и ежедневно. Рыбалка осложнена тем, что пирс проходит достаточно высоко над водой. |
| Стамп-Пасс-Бич                             | Шарлотт                     | 0,991          | 1971          |      | | Парк состоит из трёх островков |
| Стивен-Фостер-Фолк-Калча-Сентр             | Гамильтон                   | 3,237          | 1950          |      | Река Сувонни; башня-карильон с 97 колоколами ежедневно исполняет песни Стивена Фостера; два музея, посвящённых этому композитору. | |
| Сувонни-Ривер                              | Сувонни                     | 7,284          | 1951          |      | Реки Сувонни и Уитлакучи; кладбище, заложенное в 1860 году; руины лесопилки, построенной в начале XIX века. | |
| Т.-Х.-Стоун-Мемориал-Сент-Джозеф-Пенинсула | Галф                        | 7,689          | 1967          |      | На относительно небольшой площади обитают более 240 видов птиц | Парк расположен на полуострове Сент-Джозеф |
| Тарклин-Байу-Пресерв                       | Эскамбия                    | 17,361         | 1998          |      | Залив Пердидо; редкое животное: грифовая черепаха; редкие растения: Sarracenia leucophylla, Sarracenia rubra | Минимальная инфраструктура |
| Те-Барнейкл-Хисторик                       | Майами-Дейд                 | 0,02           | 1973          |      | Самый старый дом в о́круге (постр. 1891) | |
| Терра-Сейя                                 | Мэнати                      | 7,819          | 2000?         |      | Залив Тампа | |
| Томока                                     | Волуша                      | 7,284          | 1945          |      | Река Томока; остатки индейской деревни Нокороко, существовавшей в IX—XIX вв.; около 160 видов птиц | |
| Топсейл-Хилл-Пресерв                       | Уолтон                      | 6,649          | 1992          |      | Холм Топсейл — песчаная дюна высотой 7,6 м; пляж длиной более 5 км | |
| Три-Риверс                                 | Джэксон                     | 2,776          | 1955          |      | Слияние рек Чаттахучи, Флинт и Апалачикола, озеро Семинол | |
| Трой-Спрингс                               | Лафейетт и Сувонни          | 0,34           | 1995          |      | Река Сувонни; пароход «Мэдисон», затопленный конфедератами в ходе Гражданской войны. | |
| Уиндли-Ки-Фоссил-Риф-Геолоджикал           | Монро                       | 0,129          | 1986          |      | Заброшенный карьер, в котором в 1908 году добывали известняк для постройки Морской железной дороги | Парк расположен на острове Уиндли-Ки |
| Уэс-Скайлс-Пикок-Спрингс                   | Сувонни                     | 2,966          | 1986          |      | Река Сувонни; более 8,5 км хорошо исследованных подводных проходов делает этот парк одним из крупнейших мест для любителей гидроспелеологии в США.                                                                                                  | В 2006 году фонд The Trust for Public Land приобрёл 1,947 км² прилегающей земли, увеличив площадь парка почти в три раза. До 2010 года парк назывался Пикок-Спрингс, но затем название было удлинено в честь трагически погибшего гидроспелеолога и кинооператора Уэсли Скайлса. |
| Фейвер-Дайкс                               | Сент-Джонс                  | 24,463         | 1950          |      | | |
| Флорида-Кавернс                            | Джэксон                     | 5,261          | 1942          |      | Река Чипола, пещеры | Единственный парк штата Флориды, где организованы туры в пещеры |
| Фоллинг-Уотерс                             | Вашингтон                   | 0,692          | 1962          |      | Самый высокий водопад Флориды — 22,3 м | |
| Форест-Кэпитал-Мьюзеум                     | Тейлор                      | 0,057          | 1967          |      | Реконструированная усадьба «флоридских крэкеров» | |
| Форт-Джордж-Айленд-Калчерал                | Дувол                       | 6,475          | 1949          |      | Гостиница-клуб «Риболт» (постр. 1928) | Парк расположен на острове Форт-Джордж |
| Форт-Закари-Тейлор-Хисторик                | Монро                       | 0,352          | 1974          |      | Форт Закари Тейлора (постр. 1845) | Парк расположен на острове Ки-Уэст |
| Форт-Клинч                                 | Нассо                       | 5,775          | 1935          |      | Форт Клинч (постр. 1869) | |
| Форт-Купер                                 | Ситрус                      | 2,873          | 1977          |      | | |
| Форт-Моус-Хисторик                         | Сент-Джонс                  | 0,097          | 2005          |      | | Испанцы, по приказу губернатора Мануэля де Монтиано, построили здесь в 1738 году форт под названием Грасиа Реал де Санта Тереза де Мозе, где принимали беглых рабов, которых объявляли свободными и многих мужчин принимали к себе на службу. Это стало первым поселением подобного рода на территории будущих США, здесь постоянно проживали до 100 чернокожих. Однако уже в 1740 году раздосадованные британцы, из близлежащих колоний которых сюда начали массово бежать рабы, уничтожили этот форт. В 1752 году испанцы восстановили этот форт и он вновь наполнился свободными чернокожими, однако в 1763 году был подписан Парижский мирный договор и надобность в этом форте отпала. Археологические раскопки 1986 года обнаружили остатки «второго форта» (построенного в 1752 году), некоторые найденные там артефакты выставлены в экспозиции нынешнего парка штата. |
| Форт-Пирс-Инлет                            | Сент-Луси                   | 1,376          | 1973          |      | Лагуна реки Индиан | Парк расположен на острове Норт-Хатчинсон |
| Форт-Фостер                                | Хилсборо                    | 0,121          | 1935          |      | Форт Фостер (постр. 1836), его копия отстроена заново в 1972 и открыта в 1980 году | Этот парк находится внутри другого парка штата — Хилсборо-Ривер (см. ниже) |
| Фред-Гэннон-Роки-Байу                      | Окалуса                     | 1,445          | 1966          |      | | |
| Фэннинг-Спрингс                            | Леви и Гилкрист             | 5,775          | 1997          |      | Река Сувонни | |
| Ханимун-Айленд                             | Пинеллас                    | 11,27          | 1975          |      | | |
| Хендерсон-Бич                              | Окалуса                     | 0,898          | 1983          |      | | Парк назван в честь местного бизнесмена Бёрни М. Хендерсона, который продал этот пляж штату в 1983 году за $13,1 млн |
| Хилсборо-Ривер                             | Хилсборо                    | 13,691         | 1935          |      | Река Хилсборо, парк штата Форт-Фостер (см. выше) | |
| Хомосасса-Спрингс-Уайлдлайф                | Ситрус                      | 0,85           | 1984          |      | Река Хомосасса, в которой много ламантинов, а также здесь живёт бегемот Лу, снимавшийся во многих фильмах на протяжении 40 лет. | |
| Хонтун-Айленд                              | Волуша                      | 6,669          | 1960          |      | Реки Сент-Джонс и Хонтун-Дэд | Парк находится на одноимённом острове, доступ возможен только на лодке или пароме |
| Хью-Тейлор-Бёрч                            | Брауард                     | 0,728          | 1941          |      | | Парк находится в центре города Форт-Лодердейл |
| Эгмонт-Ки                                  | Хилсборо                    | 1,327          | 1974          |      | Руины форта Дейд (служил с 1898 по 1921 гг.), маяк Эгмонт-Ки (постр. 1858) | Парк находится на одноимённом острове, доступ возможен только на лодке или пароме |
| Эдвард-Болл-Уакулла-Спрингс                | Уакулла                     | 24,281         | 1968          |      | Река Уакулла, родники Уакулла — одни из крупнейших и глубочайших родников в мире, дающие 25—54 м³ воды в секунду. | Парк назван в честь бизнесмена Эдварда Болла |
| Эден-Гарденс                               | Уолтон                      | 0,66           | 1968          |      | Реконструированная плантация, двухэтажный особняк с французской мебелью конца XVIII века | |
| Эконфина-Ривер                             | Тейлор                      | 18,385         | 1989          |      | Река Эконфина | |
| Энклоут-Ки-Пресерв                         | Паско и Пинеллас            | 1,631          | 1997          |      | Маяк Энклоут-Кис (постр. 1887), остров Три-Рукер | |
| Юли-Шугар-Милл-Руинс-Хисторик              | Ситрус                      | 0,024          | 1953          |      | Река Хомосасса; руины завода по переработке сахарного тростника (1851—1864), построенного известным политиком Дэвидом Юли на своей плантации площадью более 20 км², где трудились более тысячи рабов.                                               | |